# Řeka
Řeka (deutsch und polnisch Rzeka) ist eine Gemeinde in Tschechien. Sie liegt acht Kilometer südwestlich von Třinec und gehört zum Okres Frýdek-Místek.

## Geographie
Das Gebirgsdorf Řeka befindet sich im Nordosten der Mährisch-Schlesischen Beskiden im Tal des Flüsschens Ropičanka. Nordwestlich erhebt sich der Godula (737 m), im Osten der Gutský vršek (741 m), im Südosten der Javorový vrch (1031 m) und im Südwesten die Ropička (918 m).
Nachbarorte sind Kopanice und Smilovice im Norden, Guty im Nordosten, Bystrý im Osten, Tyra im Südosten, Velký Lipový und Malý Lipový im Südwesten, Hůra und Godula im Westen sowie Komorní Lhotka im Nordwesten.

## Geschichte
Der Ort wurde 1644 als Řeka Smilovská von Smilovice und Guty aus gegründet.  Řeka bedeutet übersetzt Fluss. Aus den ursprünglichen Einzelschlägen (Paseken) mit Einödhöfen der Walachen bildete sich später eine dörfliche Struktur. 1830 bestand Řeka aus 69 hölzernen Chaluppen. Im Jahre 1880 lebten in dem Dorf 524 Einwohner, die, bis auf zwei, der polnischen Volksgruppe angehörten.
Während des 20. Jahrhunderts erfolgte die touristische Erschließung von Řeka. Nach der Gründung der Tschechoslowakei gehörte der Ort zu den Streitgegenständen im Polnisch-Tschechoslowakischen Grenzkrieg. 1930 eröffnete Walter Hoyer aus Český Těšín ein Luxushotel und zwei Jahre später ein Schwimmbassin. Infolge des Münchner Abkommens kam Rzeka 1938 zu Polen und nach der Eroberung durch das Deutsche Reich gehörte das Dorf von 1939 bis 1945 zum Landkreis Teschen. Nach dem Ende des Zweiten Weltkrieges kam der Ort zur Tschechoslowakei zurück.
In den 1960er Jahren entstanden Erholungsobjekte der Třinecer Eisenwerke und mehrerer Steinkohlenbergwerke des Ostrau-Karwiner Reviers. 1979 wurde in Řeka ein touristischer Stützpunkt des Bezirkshauses der Pioniere und der Jugend in Karviná eingerichtet. Im Jahre 1980 bestand das Dorf einschließlich der Ferienhäuser aus 200 Gebäuden. Heute lebt in Řeka eine große polnische Minderheit, die ein reichliches Fünftel der Bewohner umfasst.

## Gemeindegliederung
Für die Gemeinde Řeka sind keine Ortsteile ausgewiesen.

## Sehenswürdigkeiten
- Toleranzdenkmal am Godula, anlässlich des Toleranzpatentes errichtet
- Kapelle
- hölzerne Chaluppen